# Рюсен
Рюсен (фр. Russin) — громада  в Швейцарії в кантоні Женева.

## Географія
Громада розташована на відстані близько 140 км на південний захід від Берна, 11 км на захід від Женеви.
Рюсен має площу 4,9 км², з яких на 13,6% дозволяється будівництво (житлове та будівництво доріг), 53,1% використовуються в сільськогосподарських цілях, 21,1% зайнято лісами, 12,2% не є продуктивними (річки, льодовики або гори).

## Демографія
2019 року в громаді мешкало 541 особа (+15,8% порівняно з 2010 роком), іноземців було 27,4%. Густота населення становила 110 осіб/км².
За віковим діапазоном населення розподілялося таким чином: 18,5% — особи молодші 20 років, 65,8% — особи у віці 20—64 років, 15,7% — особи у віці 65 років та старші. Було 193 помешкань (у середньому 2,7 особи в помешканні).
Із загальної кількості 133 працюючих 39 було зайнятих в первинному секторі, 45 — в обробній промисловості, 49 — в галузі послуг.